# I Walk the Line (album)
I Walk the Line je 18. album Johnnyja Casha objavljen 1964. u izdanju Columbia Recordsa. Osim nekoliko novih verzija prethodno snimljenih Cashovih pjesama, na albumu se nalazi nekoliko pjesama koje Cash do tada nije izvodio; dvije potonje postale su relativno uspješni singlovi.

## Popis pjesama
1. "I Walk the Line" (Cash)
2. "Bad News" (John D. Loudermilk)
3. "Folsom Prison Blues" (Cash)
4. "Give My Love to Rose" (Cash)
5. "Hey Porter" (Cash)
6. "I Still Miss Someone" (Johnny Cash, Ray Cash)
7. "Understand Your Man" (Cash)
8. "Wreck of the Old '97" (Cash, Bob Johnson, Norman Blake)
9. "Still in Town" (Harlan Howard, Hank Cochran)
10. "Big River" (Cash)
11. "Goodbye Little Darlin' Goodbye" (Gene Autry, Johnny Marvin)
12. "Troublesome Waters" (Maybelle Carter, Dixie Dean)

## Izvođači
- Johnny Cash - vokali
- Luther Perkins - lead gitara
- Norman Blake - akustična gitara / dobro
- Bob Johnson, Jack Clement - ritam gitara
- Marshall Grant - bas
- W.S. Holland - bubnjevi
- Bill Pursell - klavir
- Don Helms - steel gitara
- Karl Garvin, Bill McElhiney - truba
- Rufus Long - flauta
- The Carter Family - prateći vokali

## Ljestvice
Album - Billboard (Sjeverna Amerika)
| Godina | Ljestvica      | Pozicija |
| ------ | -------------- | -------- |
| 1964.  | Country albumi | 1        |
| 1964.  | Pop albumi     | 53       |

Singlovi - Billboard (Sjeverna Amerika)
| Godina | Singl                 | Ljestvica        | Pozicija |
| ------ | --------------------- | ---------------- | -------- |
| 1964.  | "Understand Your Man" | Country singlovi | 1        |
| 1964.  | "Understand Your Man" | Pop singlovi     | 35       |
| 1964.  | "Bad News"            | Country singlovi | 8        |